# سردره (بندرعباس)
سردره، روستایی در دهستان تخت بخش تخت شهرستان بندرعباس در استان هرمزگان ایران است.

## جمعیت
بر پایه سرشماری عمومی نفوس و مسکن در سال ۱۳۹۵، جمعیت این روستا برابر با ۹۸ نفر (۳۵ خانوار) بوده‌است.